# Anthobates bruchi
Anthobates bruchi es una especie de coleóptero de la familia Scraptiidae. Habita en Argentina.